# Дув
Дув (фр. Douve) — річка північно-західної Франції, на території Нормандії в департаменті Манш. Річка довжиною 79 кілометрів протікає від комуни Толлева в окрузі Шербур-Октвіль поблизу Шербура і прямує далі скрізь пагорби півострову Котантен до муніципалітетів Соттва, Л'Етан-Бертран і Маньєвіль. Далі русло річки протягається поздовж Неу і крізь комуну Сен-Совер-ле-Віконт. У районі Бот Дув різко повертається в напрямку Сенської бухти в Ла-Манші, де протікає повз місто Карантан і впадає в Англійський канал.